# Мороз Петро Микитович
Петро Микитович Моро́з (18 жовтня 1925, Білоусівка — 9 липня 2013, Вінниця) — український графік; член Вінницької організації Спілки художників України з 1992 року.

## Біографія
Народився 18 жовтня 1925 року в селі Білоусівці (нині Тульчинський район Вінницької області, Україна). Брав участь у німецько-радянській війні. Нагороджений орденами Вітчизняної війни I ступеня, «За мужність», медаллю «За бойові заслуги» (6 листопада 1947).
1965 року закінчив відділення графіки Українського поліграфічного інституту у Львові; був учнем Володимира Шпиці, Юрія Гапона, Валентина Бунова. Відтоді працював у Вінницьких художньо-виробничих майстернях; з 1985 року — на творчій роботі. Мешкав у Вінниці в будинку на вулиці Космонавтів, № 39, квартира № 72. Помер у Вінниці 9 липня 2013 року.

## Творчість
Працював у галузі станкової графіки, переважно в техніці ліногравюри. Серед робіт:
- «Новий міст» (1981);
- «Перший сніг» (1997);

серії ліногравюр
- «Місцями боїв козацьких загонів Івана Богуна» (1979—1982);
- «Музей-садиба Миколи Пирогова» (1981—1989):
  - «Будинок Миколи Пирогова» (1985);
  - «Склеп-усипальниця Миколи Пирогова» (1987);
  - «Портрет Миколи Пирогова» (1989);
- «Природа і архітектура Поділля» (1982—1986);
- «Пори року» (1987—1989):
  - «Село взимку» (1987);
- «Святими місцями Єрусалима» (2000—2002):
  - «Назарет»;
  - «Віфлеєм»;
  - «Йордан»;
  - «Віфанія»;
  - «Скорботний шлях»;
  - «Церква вознесіння».

Брав участь в обласних, всеукраїнських мистецьких виставках з 1979 року. Персональні виставки відбулися у Вінниці у 1975, 1995, 2000, 2002 роках. Окремі роботи зберігаються у Вінницькому художньому музеї.